# Family (группа)
Family — британская рок-группа, образовавшаяся в 1967 году в Лестере, Англия, и исполнявшая оригинальную разновидность прогрессивного рока, с элементами блюза, фолка, джаза, рок-кабаре и психоделии. Характерной особенностью Family было постоянное присутствие в составе вокалиста Роджера Чепмена, обладавшего характерным голосом, а также двух и более мультиинструменталистов (Рик Греч, Поли Палмер, Джон Уэттон), создававших насыщенные звуковые полотна в сложных, необычных аранжировках.
Регулярно гастролируя с такими лидерами прог- и блюз-рока, как Jethro Tull, Ten Years After, The Nice, Emerson, Lake & Palmer, группа Family, в отличие от них, не добилась коммерческого успеха в США. У себя на родине группа, сохранив репутацию лидеров андеграунда конца 1960-х — начала 1970-х годов, имела и успех в чартах: семь её альбомов входили в первую тридцатку UK Albums Chart, а синглы «Strange Band» (#11, 1970), «In My Own Time» (#4, 1971), и «Burlesque» (#13, 1972) становились хитами.

## История группы
Свою первую группу The Farinas (позже превратившуюся в The Roaring Sixties) гитарист Джон «Чарли» Уитни образовал, будучи студентом арт-колледжа в Лестере. С ним играли бас-гитарист Тим Кирчин, ударник Харри Овеналл и саксофонист Джим Кинг. В 1965 году Кирчина заменил Рик Греч, Овеналла — Роб Таунсенд, а год спустя в группу пришёл Роджер Чепмен, обладавший голосом, который, по выражению одного из критиков, «мог убить небольшого зверька в радиусе сотни метров». Название Family предложил американский продюсер Ким Фоули: группа, выступавшая в мешковатых двубортных костюмчиках, эксплуатировала «гангстерский» имидж.
Впоследствии, однако, именно вокалист стал ахиллесовой пятой группы. Возможности его были ограничены узким диапазоном, чего сам он, по-видимому, не понимал, и постоянно пытался взять высокие ноты, которые ему не давались. Один из критиков назвал вокальный стиль Чепмена «электрическим блеянием», другой охарактеризовал его формулой: Боб Дилан + Марк Болан.
Уже в 1967 году Family были объявлены «новой британской сенсацией». Год спустя группа выпустила дебютный альбом Music in a Doll’s House, записанный продюсером Дэйвом Мэйсоном из Traffic, которому предшествовал сингл «Scene Through the Eye of a Lens»/«Gypsy Woman» (октябрь, 1967). При том, что вокал Чепмена имел прямое отношение к традициям блюза и ритм-энд-блюза, аранжировки, насыщенные звучанием струнных, духовых инструментов и меллотрона, обладали всеми признаками раннего арт/прогрессив-рока. Альбом поднялся в Британии до 35 места и был восторженно встречен критикой; одним из горячих поклонников группы стал и Джон Пил.
В 1969 году вышел второй альбом Family Entertainment, центральным в котором был признан первый трек, «Weaver’s Answer», впоследствии отнесённый к классике раннего прог-рока. Альбом, синглом из которого вышел «The Weaver’s Answer», в большей степени чем первый, использовал мотивы фолк-рока и психоделии; он поднялся в Британии до 6-го места.
Группа провела американское турне, но популярности не снискала — отчасти из-за того, что почти на каждом концерте с ней случалось какое-нибудь неприятное происшествие (так например, во время выступления группы в зале Филмор-Ист Чепмен выронил микрофон и тот чуть не попал в промоутера Билла Грэма).
В 1969 году Рик Греч перешёл в Blind Faith и был заменён Джоном Вейдером (экс-The Animals). В конце 1969 года (после выступления группы вместе с The Rolling Stones в Гайд-парке) из состава вышел Кинг. Приход на его место мультиинструменталиста Джона «Поли» Палмера ознаменовал резкую смену направления: третий альбом A Song for Me, вышедший в январе 1970 года, в музыкальном плане оказался проще и ближе к хард-року, а тексты песен стали реалистичнее (в основном они представляли собой социально-политические комментарии Чепмена).

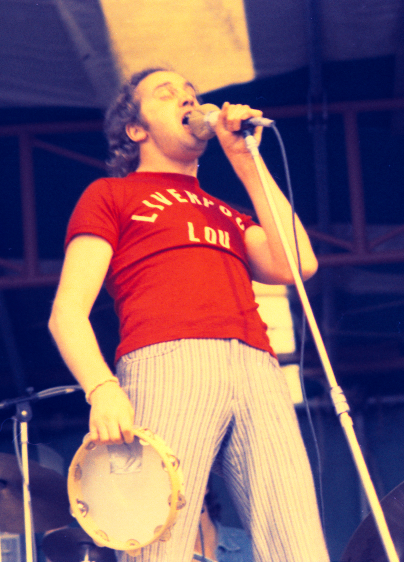
Роджер Чепмен в 1974 году.

Четвёртый альбом Anyway (ноябрь 1970) был разделён на концертную и студийную части. Здесь Family перешли от экспериментального рока к более или менее привычному звучанию. Критики встретили пластинку сдержанно, сильнейшим треком в ней впоследствии признав сингл «Today», в первоначальный вариант альбома не вошедший, но включённый позднее в издание на CD.
В пятом по счёту альбоме Fearless (1971), записанном без Джона Вейдера (с заменившим его Джоном Уэттоном), музыка группы стала разнообразнее, живее, но при этом аморфнее. Некоторые критики заметили здесь влияние первых работ Genesis. При переиздании этого альбома на CD в числе трёх бонусов оказался хит «In My Own Time», в Британии достигший 4-го места. Fearless стал первым альбомом Family, попавшим в чарты США, достигнув 177-го места в Billboard 200 в марте 1972 года и продержавшись в чартах 7 недель.
В следующем, 1972 году группа выпустила альбом Bandstand — чисто студийное произведение с использованием множества эффектов и духовой секции, явно призванное опровергнуть андеграундный статус группы. Этот альбом стал вторым (после Fearless), имевшим некоторый резонанс в Америке. Прощальный альбом It's Only a Movie (1973), напротив, выглядит не слишком удачной шуткой: «переход» Family в кантри-энд-вестерн — это насмешливый жест в адрес Америки, которая их так и не признала. Тем не менее, такие вещи, как «Leroy» и «Boots 'n' Roots» свидетельствуют о том, что группа покинула сцену, находясь в превосходной творческой форме.
После распада Family Уитни и Чепмен образовали блюз-роковую группу Streetwalkers. Джон Уэттон приобрёл известность в King Crimson, Uriah Heep, Asia. Джим Креган присоединился к группе Рода Стюарта.
Сейчас Чарли Уитни играет блюграсс в Los Rackateeros. Роджер Чепмен живёт в Германии, где выступает самостоятельно.

## Дискография

### Студийные альбомы
- Music in a Doll’s House (1968)
- Family Entertainment (1969)
- A Song for Me (1970)
- Anyway (1970)
- Fearless (1971)
- Bandstand (1972)
- It's Only a Movie (1973)

### Концертные альбомы
- BBC Radio 1 in Concert (1991)
- Family Live	(2003)
- BBC Volume 1: 1968—1969 (2004)
- BBC Volume 2: 1971—1973 (2004)
- BBC Volume 3: 1970 (2009)

### Сборники
- Old Songs, New Songs (1971)
- Best of Family (1974)
- From the Archives (1980)
- Best of Family (1990)
- A’s & B’s (1992)
- A Family Selection (2000)

### Синглы
- «Scene Through the Eye of a Lens» / «Gypsy Woman» (1967)
- «Me My Friend» / «Hey Mr. Policeman» (1968)
- «Second Generation Woman» / «Hometown» (1968)
- «No Mules Fool» / «Friend of Mine» (1969)
- «Today» / «Song for Lots» (1970)
- «Strange Band» / «The Weaver’s Answer»/«Hung Up Down» (1970)
- «In My Own Time» / «Seasons» (1971)
- «Burlesque» / «The Rockin’ R’s» (1972)
- «My Friend in the Sun» / «Glove» (1973)
- «Boom Bang» / «Sweet Desiree» (1973)